# Ludwig van B.
Pour plus de détails, voir Fiche technique et Distribution.
Ludwig van B. (titre original : Immortal Beloved) est un film américano-britannique réalisé par Bernard Rose, sorti en 1994.

## Synopsis
Le film porte sur la vie de Ludwig van Beethoven. À sa mort, on retrouve un document manuscrit par lequel Ludwig souhaite léguer tous ses biens à « mon immortelle bien-aimée » (« meine unsterbliche Geliebte » en allemand). Anton Schindler, son fidèle ami et secrétaire, décide de partir à la recherche de cette femme.

## Fiche technique
- Titre : Ludwig van B.
- Titre québécois : Sonate au clair de lune (titre pour la télévision)
- Titre original : Immortal Beloved
- Réalisation : Bernard Rose
- Scénario : Bernard Rose
- Production : Bruce Davey, Stephen McEveety (Producteur délégué)
- Société de production : Icon Entertainment International, Majestic Films International
- Distribution : Columbia Pictures
- Musique : George Fenton, Ludwig van Beethoven et Gioachino Rossini
- Photographie : Peter Suschitzky
- Montage : Dan Rae
- Décors : Jirí Hlupý
- Costumes : Maurizio Millenotti
- Pays :  États-Unis et  Royaume-Uni
- Langue : anglais
- Genre : Film biographique
- Durée : 121 minutes
- Format : Couleur (Technicolor) - Son : Dolby Digital, SDDS - 2,35:1 - Format 35 mm
- Box-office  États-Unis : 9 914 409 $[1]
- Dates de sortie :
  -  États-Unis : 16 décembre 1994 (à Los Angeles et New York)
  -  États-Unis : 6 janvier 1995 (sortie nationale)
  -  France : 8 mars 1995
  -  Royaume-Uni : 17 mars 1995

## Distribution
- Gary Oldman (VF : Jérôme Keen) : Ludwig van Beethoven
- Jeroen Krabbé (VF : Sylvain Lemarié) : Anton Felix Schindler
- Isabella Rossellini (VF : Véronique Augereau) : Anna Marie Erdödy
- Johanna ter Steege (VF : Marie-Laure Beneston) : Johanna Reiss
- Marco Hofschneider : Karl van Beethoven
- Miriam Margolyes : Nanette Streicherová
- Barry Humphries : Clemens Metternich
- Valeria Golino (VF : Magaly Berdy) : Giulietta Guicciardi
- Gerard Horan : Nikolaus Johann van Beethoven
- Christopher Fulford : Kaspar Anton Carl van Beethoven
- Alexandra Pigg : Therese Obermayer
- Luigi Diberti : Franz Josef Guicciardi
- Michael Culkin : Jakob Hotscevar
- Donal Gibson : Karl Holz
- Matthew North : Karl van Beethoven, jeune

 Source et légende : version française (VF) sur RS Doublage

## Autour du film
- Anthony Hopkins était initialement prévu pour jouer Beethoven[3].